# 1952 aux États-Unis
Pour des articles plus généraux, voir Chronologie des États-Unis et 1952.
Chronologie des États-Unis
- 1948
- 1949
- 1950
- 1951
- 1952
- 1953
- 1954
- 1955
- 1956

Cette page concerne des événements d'actualité qui se sont produits durant l'année 1952 du calendrier grégorien aux États-Unis.

## Gouvernement
- - Président : Harry S Truman
  - Vice-président : Alben William Barkley
  - Secrétaire d'État :
  - Chambre des représentants - Président :

## Événements
- 3 mars, référendum constitutionnel à Porto-Rico qui approuve le statut d'état libre associé de l'île.
- 1er avril-5 juin : opération Tumbler-Snapper, série de onze essais nucléaires atmosphériques au site d'essais du Nevada.
- 15 avril : premier vol du bombardier Boeing B-52 Stratofortress.
- 23 juin : devant l'avancée des troupes sino-coréennes, Truman ordonne au Strategic Air Command d'intensifier les bombardements stratégiques en Corée du Nord. L'utilisation du napalm est autorisé.
- 27 juin : Immigration and Nationality Act. Restriction de l'immigration, renforcement des contrôles et durcissement de l'octroi de la nationalité. La Maccarthisme que connait les États-Unis exacerbe les tensions et accentue la chasse aux sorcières.
- 7 juillet : rejet définitif de l'Amendement Bricker visant à réduire les pouvoirs du Président sur les traités internationaux.
- 16 juillet : Veterans' Readjustment Assistance Act. Aides fédérales pour l'accès à l'éducation aux militaires américains.
- 23 septembre :  « Checkers' Speech », discours télévisuel de Richard Nixon où le candidat républicain à la vice-présidence, accusé de corruption, expose dans le détail sa situation financière[1].
- 5 octobre : bataille d'Arrow Head en Corée.
- 31 octobre : opération Ivy. Explosion de la première bombe H par les États-Unis.
- 4 novembre : Dwight David Eisenhower (R) est élu président des États-Unis avec 55,1 % des voix contre Adlai S. Stevenson (D) 44,4 %. Ses partisans exploitent le Maccarthisme, le coût de la guerre de Corée et divers scandales qui éclaboussent l’Administration. Les républicains reviennent au pouvoir après vingt ans d’administration démocrate.
  - Joseph MacCarthy, réélu avec plus de 60 % des voix est nommé président du Senate Permanent Subcommittee on Investigation, commission d'enquête anticommuniste du Sénat.

## Économie et société
- Le taux de croissance annuel moyen tombe à 2,5 %.
- 2,2 % d'inflation
- 2,9 % de chômeurs.
- Budget fédéral :
  - Recettes : 66,2 milliards de dollars
  - Dépenses : 67,7 milliards de dollars
  - Déficit public de 1,5 milliard de dollars
- 55 milliards de dollars sont consacrés au budget de la défense, soit 14% du PIB[2].
- 500 000 hommes présents en Corée.
- Le MAAG finance 20 % du coût de la Guerre d'Indochine menée par la France. Augmentation des crédits à 350 millions de dollars.
- L'impôt sur le revenu retrouve son niveau de 1944 (première tranche à 22,2 % et dernière tranche à 92 %).

## Naissances en 1952
- 3 juillet : Laura Branigan, chanteuse américaine († 26 août 2004)
- 18 août : Patrick Swayze, acteur américain († 14 septembre 2009).
- 16 septembre : Mickey Rourke, acteur et boxeur américain.